# Hans Augustin (Schriftsteller)
Hans Augustin (* 5. Juli 1949 in Salzburg) ist ein österreichischer Schriftsteller. 

## Leben
Hans Augustin erhielt während der gesamten Pflichtschulzeit Klavierunterricht. Nach dem Tod des Vaters absolvierte er von 1964 bis 1968 eine Lehre für Druckformenherstellung. Nachdem er die Matura in der Graphischen Bundeslehr- und Versuchsanstalt Wien im zweiten Bildungsweg absolviert hatte, studierte er von 1973 bis 1976 Philosophie, Kunstgeschichte und Archäologie an der Universität Salzburg, schloss die Studien aber nicht ab. Bis 1980 studierte Augustin Medizin an der Universität Innsbruck, schloss das Studium aber ebenfalls nicht ab. In den späten siebziger Jahren publizierte er regelmäßig Gedichte in der, von Jan Tielens in Den Haag herausgegebenen, Literaturzeitschrift Phönix. Danach wandte er sich wieder dem graphischen Gewerbe zu und gründete 1981 die Handpresse in Innsbruck. Er beschäftigte sich künstlerisch mit der Konkreten Poesie und gab zahlreiche Ausstellungen. Von 1988 bis 1995 war Augustin Mitherausgeber der Tiroler Literaturzeitschrift Inn. In Kooperation mit ORF und DRS entstanden Hörspiele und Hörfunkdramatisierungen (hauptsächlich japanische Literatur), Features und Kulturbeiträge für den Hörfunk. Ab 1996 fungierte er als leitender Redakteur der Landwirtschaftlichen Blätter der Landwirtschaftskammer Tirol. 2002 erhielt Augustin die journalistische Auszeichnung für Qualitätsjournalismus (Josef-Steininger-Urkunde) und 2006 den Lyrikpreis des Landes Salzburg. Seit 2003 ist er verantwortlich für die KulturProjekte der Landwirtschaftskammer Tirol. Zudem verfasste Augustin Drehbücher für Image- und Themenfilme. Seit 1991 arbeitet er als freier Schriftsteller und Journalist. Er lebte von 1976 bis 1986 in Innsbruck, seit 1986 lebt er in Thaur.

## Auszeichnungen
- 1990 Kunstpreis der Stadt Innsbruck 3. Preis für Dramatische Dichtung
- 1991 Großes Literaturstipendium des Landes Tirol für Dramatik
- 1993 Publikumspreis des Lyrikpreises Meran mit Irma Waldner
- 1995 Teilnahme am Hörspielfinalisten-Wettbewerb zum „Hörspiel des Jahres 1994“
- 1995 Max-von-der-Grün-Preis 3. Preis für Prosa
- 2002 Literaturpreis der Gemeinde Algund zur 1000-Jahr-Feier 3. Preis für Lyrik
- 2002 Kunstpreis der Stadt Innsbruck 3. Preis für Lyrik
- 2002 Josef-Steininger-Urkunde, für Qualitätsjournalismus
- 2005 Großes Literaturstipendium des Landes Tirol für Prosa
- 2006 Lyrikpreis des Landes Salzburg (mit Bettina Baláka)

## Werkbeschreibung
Und wohnt mitten unter uns. 
Ein Wort, das nicht gesprochen wird, verflüchtigt sich aus dem Wortschatz. Gott ist so ein Wort, das nach Ansicht von Hans Augustin ziemlich große Lust auf Verflüchtigung hat. In knapp fünfzig Gedichten wird daher Gott wieder in den Sprachgebrauch reanimiert, und das in recht aufregendem Ambiente.
„Und wohnt mitten unter uns“ ist der Versuch, Gott als rare Begebenheit mit dem Alltag in Verbindung zu bringen. Dabei werden einige Satzteile aus der Schöpfungsgeschichte und anderen 'Heiligen Schriften' zu einem Gedicht ausgebaut. Daraus ergibt sich jeweils ein interessantes Gebilde, worin Kult und Alltäglichkeit verschmelzen.
Fayum und andere Erzählungen. 
Bei der „Schwarzen Witwe“ (vgl. Smertnizy) denkt man vielleicht an eine gefährliche Spinnenart, aber es geht um eine Frau aus Tschetschenien, die sich in die Luft sprengt. Aus der Innensicht einer Selbstmordattentäterin wird die politische Lage so unerträglich, dass man sich als Leser quasi mitsprengt, um sich aus dieser unerträglichen Situation zu befreien. Zuerst hat man den Mann der späteren Attentäterin umgebracht, dann sie selbst in eine Befreiungsaktion gezwungen. Dabei sind die Gefühle vertraut normal, der Schmerz, als sich die Aktivistin von den Kindern verabschieden muss und irgendwo diese Logik, dass es so sein muss. Diese Erzählung trägt vielleicht emotionell mindestens so viel zum Verständnis von Asylwerbern aus Tschetschenien bei wie das rasche Abwickeln der realen Asylanträge.
In „Herzrasen“ spielen Kreislauf, Hormone und virtuelle Erotik die Hauptrollen. Durch eine Erregung der rasenden Art kommt es bei der Ausfahrt zweier Züge zu einer ungeheuren Berührung.
In der Erzählung „Mein Land ist das Meer“ verwischen sich im Kopf eines Filmvorführers aus Burkina Faso die Bilder der im Film vorgeführten mit den eigenen. Eigentlich studiert der Held Medizin, aber er muss sich mit Vorführungen den Lebensunterhalt organisieren. Irgendwie wird er stutzig, dass er eine westliche Wohlstandsmedizin studieren muss, um in seinem Land später die Armen gegen völlig andere Krankheiten behandeln zu können.
In „Dead End Street“ hat ein Vater mit den Bildern des kleinen Sohnes zu kämpfen, der jetzt hingerichtet wird, weil er in Oklahoma das Amtsgebäude in die Luft gesprengt hat.
Weggelebte Zeit. 
Zwischen dem Ablauf der Zeit und den jeweils neu ausgegebenen Parolen entwickeln sich die Gedichte, manche kommen nur kurz auf und werden dann gleich in niedrigem Wuchs gehalten, andere sind Scharnieren vergleichbar, an denen die Zeit umgelenkt werden kann, und eine dritte Gruppe dokumentiert mehr oder weniger ohne einen sichtbaren Eingriff den lyrischen Ablauf der Tage.
Grosnyj (vgl. Grosny). 
Hans Augustin hat sogenannte Weltnachrichten unter das literarische Mikroskop gelegt und im Serum allerhand seelische Lebenspartikel aufgespürt.
Grosnyj entwickelt sich als die Hölle auf Erden. Ein Liebespaar aus St. Petersburg kämpft ohne von ihrem jeweiligen Einsatz zu wissen als Heckenschützen gegeneinander. Das ist überhaupt das Perverseste, was man sich als Schicksal ausmalen kann: Um eine Familie gründen zu können, verdingen sich beide an entfernte Kriegspartner und töten einander wie in einer echten Tragödie.
Sturm in den Achselhöhlen. 
In den Gedichten gegen den Alltag werden aus Reiseprojekten, Weltumrundungen und künstlerischen Meisterwerken schließlich täglich Niederlagen. Vom weißen Schiff bleibt nur der Kran, der Lasten verteilt. „Ich werde die Berge annehmen“, sagt schließlich das lyrische Ich und bleibt verzweifelt.
Aufzeichnung einer Täuschung. Zwei Bergsteiger, ein Mann und eine Frau, brechen zu einer Tagestour auf. Die Bergwelt scheint ihnen vertraut. Dennoch befinden sie sich plötzlich in einer völlig unbekannten Bergwelt; eine Realität, die alles in ihrem Leben verändert.

## Publikationen
- Und wohnt mitten unter uns. Gedichte, Innsbruck 2005, ISBN 3-900009-14-7.
- Fayum und andere Erzählungen. Prosa, Innsbruck 2004, ISBN 3-7082-3162-7.
- Weggelebte Zeit. Gedichte, Innsbruck 2001, ISBN 3-7066-2245-9.
- Grosnyj und andere Erzählungen. Innsbruck 1998, ISBN 3-7066-2174-6.
- Sturm in den Achselhöhlen. Gedichte, Lyrik aus Österreich Band 67, Baden 1996, ISBN 3-85098-228-9.
- Die Anhänglichkeit des Reisenden an den Weg. Gedichte, Innsbruck 1990, ISBN 3-900862-11-7.
- Und wohnt mitten unter uns. Gedichte, Innsbruck 2005, ISBN 978-3-900009-14-4.
- Der im brennenden Dornbusch. Roman, Innsbruck 2009, ISBN 978-3-7082-3273-7.
- Aufzeichnung einer Täuschung. Roman, Innsbruck 2010, ISBN 978-3-900009-65-6.
- Der Fälscher. Geschichten für die Zeit danach. Prosa, Innsbruck 2013, ISBN 978-3-902873-20-0.

## Hörspiele (Produktionen des ORF)
- Ein Engel für eine seltsame Zeit (1991)
- Tadesse oder ich gehe dahin zurück wo ich hergekommen bin (1991)
- Der Letzte dieser Erde ist ein Kosmonaut (1992)
- Der Fall oder das Verschwinden eines Protagonisten (1994)
- Eine langjährige Erhebung (1994); übersetzt ins Bulgarische u. Spanische
- Der Preis des Paradieses (Live-Hörspiel) (1995)
- Der Hühnerbaron (1997)
- Königin der Nacht (1997)
- La Mancha oder der Ritter von der schaurigen Gestalt (Live-Hörspiel aus Anlass der „Langen Nacht des Hörspiels“ 1998)
- Frauenleben (Live-Hörspiel aus Anlass der Eröffnung des RadioKulturhauses Tirol) (2001)
- The Gänghöfers (Live-Hörspiel im ORF aus Anlass der „Langen Nacht des Hörspiels“ 2002)
- Emil & Emilia (Live-Hörspiel) (2005)
- Die schönsten fünfzig Minuten im Leben des Trödlers Alberto Lampedusa (2007)
- Zuckerbergs letzter Auftritt – eine dunkelgraue Komödie (Live-Hörspiel)(2011)
- Godot kommt (2014)

Hörfunkdramatisierungen (hpts. japanische Literatur), Features, Kulturbeiträge

## Theater
- Güldenstern & Sedlaczek. Stadttheater Innsbruck, UA: 20. April 2000, Ko-Autor und Regisseur: Anders Linder
- Una Morte Cantabile. StadtTheater Innsbruck, UA: 12. Juni 2002, Regie: Günther Panak, mit Margot M. Paar, Elfriede Trieb und Günther Panak
- Jeder kann nur mit einem Löffel essen. UA StadtTheater Innsbruck, 1. Juni 2010, Regie: Anders Linder, mit Christine Altmann, Wolfgang Hundegger, Wini Gropper, Christine Stallbaumer

FilmVersion: Regie Anders Linder, Kamera: Dietmar Löffler, Schnitt: Anders Linder, Musik: Hans Augustin